# João Bravo (político)
João Barbosa Bravo (São Gonçalo, 27 de junho de 1947) é um economista, professor e político brasileiro, filiado ao Democracia Cristã (DC). Foi prefeito de São Gonçalo entre os anos de 1993 até 1996.

## Biografia

### Primeiros anos e formação acadêmica
João Barbosa Bravo nasceu em São Gonçalo, município no interior do estado do Rio de Janeiro, no ano de 1947. Bravo formou-se no curso de Economia na Faculdade do Centro Educacional de Niterói (FaCEN).
Formado economista, dedicou-se a docência, tornando-se professor onde lecionou por mais de trintas em universidades como na Universidade Candido Mendes (UCAM), no Instituto GayLussac e na Universidade Gama Filho (UGF).

### Política
Filiado ao Partido Democrático Trabalhista (PDT), contou com o apoio do político Leonel Brizola (PDT), em sua candidatura para prefeitura de São Gonçalo no ano de 1992. Bravo foi eleito com 184.053 votos, superando Hairson Monteiro (PDS). Frente à prefeitura, realizou a ampliação e pavimentação da Avenida Kennedy, o que Bravo considera uma obra estratégica - porém onerosa - para o funcionamento da cidade. Após o mandato, Bravo não disputou sua reeleição.
No ano de 1998, filiado ao Partido Progressista Prasileiro (PPB), foi candidato à deputado estadual do Rio de Janeiro. Recebeu 5.259 votos, tornando-se suplente. No ano de 2014, apresentou uma candidatura ao cargo de Deputado federal pelo estado do Rio de Janeiro ao Partido Trabalhista do Brasil (PTdoB), porém, renunciou a candidatura.
Em 2021, recebendo convites filiou-se ao Democracia Cristã (DC) de São Gonçalo. No ano seguinte, foi anunciado na chapa do partido como candidato à vice-presidente do Brasil em chapa puro sangue, juntamente com José Maria Eymael. A chapa formada por Eymael e Bravo conquistou 16.604 votos no primeiro turno. Dentre as onze postulações, a chapa foi a candidatura menos votada entre durante a eleição presidencial de 2022. Após a derrota no primeiro turno, Bravo não declarou apoio a candidatura de Luiz Inácio Lula da Silva (PT) ou de Jair Bolsonaro (PL).

#### Desempenho eleitoral
| Ano  | Cargo                                | Partido | Votos   | Resultado  | Ref.   |
| ---- | ------------------------------------ | ------- | ------- | ---------- | ------ |
| 1992 | Prefeito de São Gonçalo              | PDT     | 184.053 | Eleito     | [ 5 ]  |
| 1998 | Deputado estadual do Rio de Janeiro  | PPB     | 5.259   | Suplente   | [ 1 ]  |
| 2014 | Deputado federal pelo Rio de Janeiro | PTdoB   | ----    | Renúncia   | [ 1 ]  |
| 2022 | Vice-presidente do Brasil            | DC      | 16.604  | Não eleito | [ 12 ] |